# فيلادلفيا يونيون
فيلادلفيا يونيون (بالإنجليزية: Philadelphia Union)‏ هو فريق كرة قدم محترف الأمريكي، مقره في مدينة فيلادلفيا،تشيستر،بنسلفانيا، و هو ينافس في الدوري الأمريكي لكرة القدم (MLS).
أصبح فريق فيلادلفيا النادي السادس عشر من نوادي الدوري الأمريكي (MLS) بعد توسعة هذا الدوري في 2010. الفريق يستضيف منافسيه على ملعبه في بي بي ال بارك، وهو ملعب مخصص لكرة القدم يقع على ضفاف نهر ديلاوير، ويتولى جيم كورتين تدريب الفريق.

## التشكيلة الحالية
آخر تحديث في 7 يوليو 2014 

ملاحظة: تشير الأعلام إلى المنتخب الوطني على النحو المحدد في قواعد الأهلية للفيفا. قد يحمل اللاعبون أكثر من جنسية واحدة غير تابعة للفيفا.
| الرقم | البلد            | المركز | اللاعب           |
| ----- | ---------------- | ------ | ---------------- |
| 1     | جامايكا          | حارس   | أندري بلاك       |
| 2     | كولومبيا         | مدافع  | كارلوس فالديز    |
| 4     | الولايات المتحدة | مدافع  | اوستون بيري      |
| 5     | فرنسا            | وسط    | فينسينت نوغويرا  |
| 6     | الولايات المتحدة | مهاجم  | كونور كيسي       |
| 7     | الولايات المتحدة | وسط    | برایان کرول      |
| 8     | البرازيل         | وسط    | فريد کاریرو      |
| 9     | الولايات المتحدة | مهاجم  | اندرو ونجر       |
| 10    | الأرجنتين        | وسط    | كريستيان مايدانا |
| 11    | فرنسا            | مهاجم  | سيبيستيان لوتو   |
| 12    | الولايات المتحدة | مهاجم  | أرون ويلر        |
| 13    | سان مارينو       | وسط    | مايكل لحود       |
| 14    | الولايات المتحدة | مدافع  | اموبي أوكوجو     |
| 15    | الولايات المتحدة | مدافع  | إيثن وايت        |
| 17    | جامايكا          | مهاجم  | بريان براون      |
| 18    | الولايات المتحدة | حارس   | زاك ماكمات       |
| 21    | الولايات المتحدة | وسط    | موريس إديو       |
| 22    | البرازيل         | وسط    | ليو فيرننداز     |

| الرقم | البلد            | المركز | اللاعب         |
| ----- | ---------------- | ------ | -------------- |
| 25    | الولايات المتحدة | مدافع  | شيانون ويليامز |
| 27    | الولايات المتحدة | وسط    | زاك بففر       |
| 28    | الولايات المتحدة | مدافع  | راي جاديس      |
| 29    | الولايات المتحدة | مهاجم  | أنطوني هوبينوت |
| 30    | البرازيل         | وسط    | إيزكويل شيلوتو |
| 33    | البرازيل         | مدافع  | فابيو ألفاز    |
| 44    | الولايات المتحدة | وسط    | داني كروز      |
| 92    | الجزائر          | حارس   | رايس مبولحي    |